# Aricoris zachaeus
Espèce
Aricoris zachaeus est un insecte lépidoptère appartenant à la famille  des Riodinidae et au genre Aricoris .

## Dénomination
Aricoris zachaeus a été décrit par Johan Christian Fabricius en 1798 sous le nom d' Hesperia zachaeus.
Synonyme : Erycina zachea Godart, [1824].

## Description
Aricoris zachaeus est de taille moyenne. Le dessus est de couleur beige marbré de marron avec une ligne submarginale d'ocelles foncés cerclés de clair, aux antérieures et aux postérieures.
Le revers est plus clair avec la même ornementation.

## Écologie et distribution
Aricoris zachaeus n'est présent qu'en Guyane.